# Mainzer Turnverein von 1817
Der Mainzer Turnverein von 1817 (kurz MTV von 1817, Mainz 1817 oder TV 1817 Mainz) ist ein Turn- und Sportverein in der rheinland-pfälzischen Landeshauptstadt Mainz. Er ist nach dem TSV 1814 Friedland und der Hamburger Turnerschaft von 1816 der drittälteste noch bestehende Turnverein in Deutschland.

## Geschichte

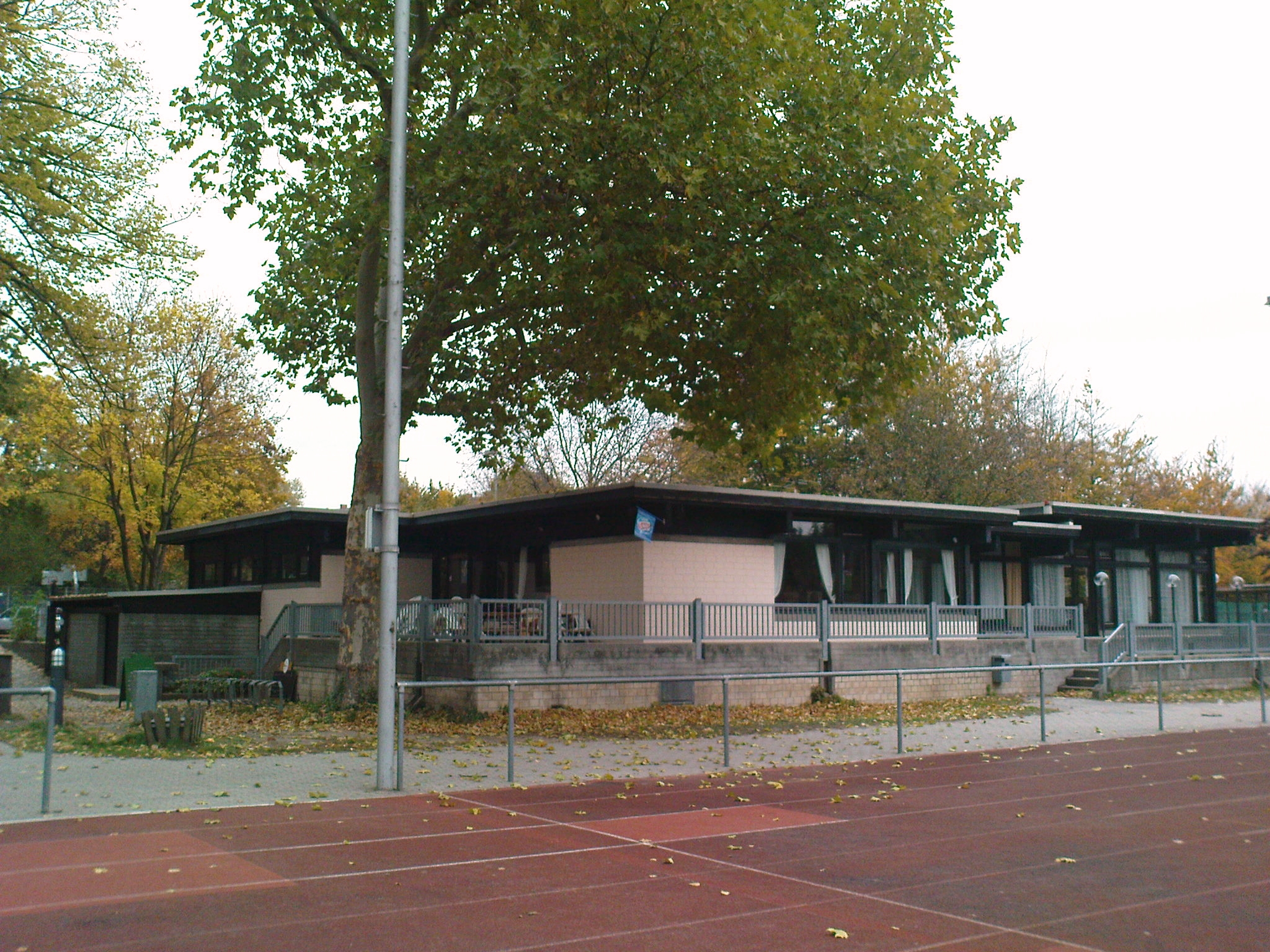
Das Vereinsheim des MTV von 1817.

### Gründung alsMainzer Turngemeinde
Die Gründung eines Vorläufers des Mainzer Turnvereins von 1817 geht nach Angaben des Vereins unmittelbar auf Friedrich Ludwig Jahn (1778–1852) zurück. Dieser hatte 1811 auf der Hasenheide in Berlin den ersten Turnplatz Deutschlands errichtet und gilt als Gründer der deutschen Turnbewegung („Turnvater Jahn“). Jahn war im Verlauf der Befreiungskriege gegen das napoleonische Frankreich 1814 in Frankfurt am Main stationiert und besuchte von dort aus im selben Jahr auch Mainz. 1815 kam Jahn auf dem Wege nach Paris noch ein zweites Mal durch Mainz.
Durch die beiden Besuche Jahns ermutigt, traf sich später regelmäßig eine Gruppe junger Männer, um die Jahnsche Turnkunst zu üben. Hieraus bildete sich im August 1817 die Mainzer Turngemeinde. Dieser Turnverein überstand sogar die 1819 im Rahmen der Karlsbader Beschlüsse verhängte Turnsperre, durch die das Turnen in Deutschland verboten wurde. Nach der endgültigen Aufhebung der Turnsperre im Jahr 1842 blühte die Bewegung wieder auf. So hatte der Verein 1848 rund 900 Mitglieder.

### Umbenennung inMainzer Turnverein von 1817
Da sich viele Turnvereine in Deutschland vor, während und nach der Revolution von 1848/49 im Sinne von freiheitlich-revolutionären Ideen engagierten, wurden die meisten dieser Vereine 1850 verboten. Die Mainzer Turngemeinde überstand das Verbot offenbar nur deshalb, weil sie eine Feuerwehr-Abteilung unterhielt und daher von den Behörden des Großherzogtums Hessen geduldet wurde. Trotzdem schmolz die Zahl der Vereinsmitglieder bis 1857 auf nur noch 16 zusammen.
Der Verein benannte sich im selben Jahr in Mainzer Turnverein von 1817 um, gab alle politischen Bestrebungen auf und konzentrierte sich künftig auf den Turnsport. Nach dieser Neuausrichtung erholte sich der Verein wieder und die Mitgliederzahl wuchs rasch. 1860 schied ein Teil der Mitglieder aus und gründete den zweiten Turnverein der Stadt, die Mainzer Turngesellschaft (die heutige Mainzer Turn- und Sportvereinigung von 1860).

Das Innere der 1888 eingeweihten, ersten eigenen Turnhalle des MTV von 1817 auf einer um 1900 entstandenen Aufnahme.

### Erstes Vereinsheim und Turnhalle
Ein grundsätzliches Problem des Turnvereins bestand lange Zeit darin, dass er über kein eigenes Gelände und keine eigene Halle verfügte, sodass man in den Sommermonaten die Turnplätze häufig wechseln musste und in der kalten Jahreszeit auf fremde Unterkünfte angewiesen war. So trainierten die Mainzer Turner unter anderem in einem ehemaligen Kloster und in der Fruchthalle. Letztere brannte jedoch 1867 vollständig nieder, wobei auch sämtliche Turngeräte des Vereins vernichtet wurden.
Es dauerte noch bis 1886, bis der Verein von der Stadt ein Grundstück in der Schießgartenstraße in der Mainzer Innenstadt kaufen konnte. Schließlich wurde vom 12. bis zum 15. August 1888 mit einem großen Fest ein Turnerheim samt Turnhalle eingeweiht. Erbaut wurden diese Gebäude vom bekannten Mainzer Architekten Philipp Johann Berdellé (1838–1903), die Baukosten beliefen sich auf 140.000 Goldmark.
In den folgenden Jahrzehnten wuchs der Mainzer Turnverein von 1817 stetig und es wurden verschiedene Abteilungen für weitere Sportarten gegründet, unter anderem für Radsport (1896) und Wandern (1905). Zum 1. Januar 1907 wurde zum ersten Mal ein bezahlter Turnlehrer angestellt, weil der Verein seine Aufgaben mit ehrenamtlichen Turnwarten nicht mehr bewältigen konnte. Außerdem richtete der Verein im Graben der Mainzer Zitadelle einen eigenen Turnplatz ein.

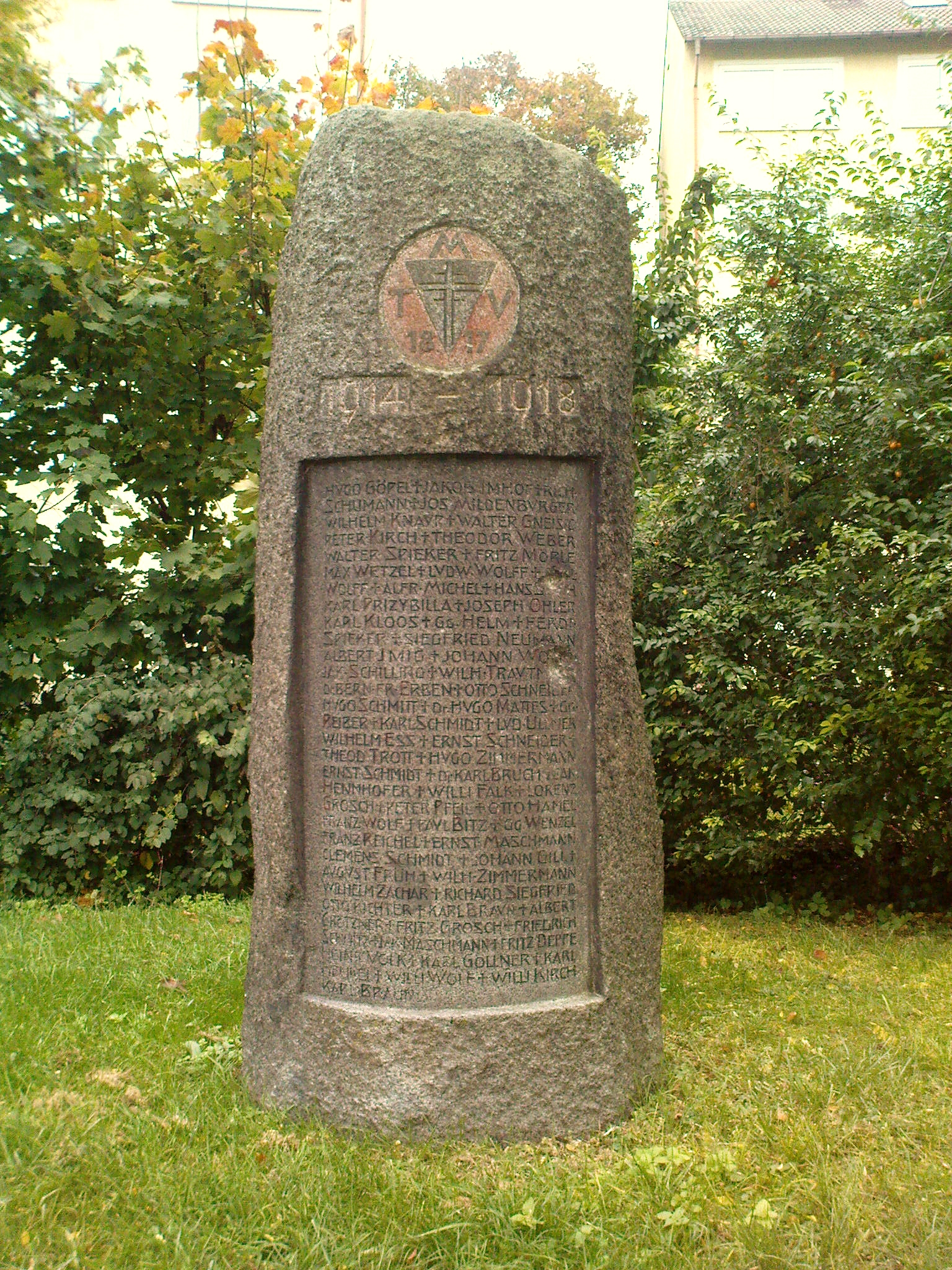
Gedenkstein für die im Ersten Weltkrieg gefallenen Vereinsmitglieder des MTV von 1817.

### Umzug an die Schillstraße
Nach Ende des Ersten Weltkriegs wurden sowohl das Vereinsheim und die Turnhalle in der Schießgartenstraße als auch der Turnplatz im Zitadellengraben von den französischen Besatzungstruppen beschlagnahmt. Daher sah sich der Mainzer Turnverein von 1817 nach einem neuen Gelände um und erwarb im März 1921 ein großes Ackergelände an der Schillstraße in der heutigen Mainzer Oberstadt. Am 14. Mai 1922 wurde dort ein Turn- und Sportplatz mit Umkleideräumen und Duschen eingeweiht.
Ab Frühjahr 1929 konnten auch das Vereinsheim und die Turnhalle in der Schießgartenstraße wieder vom Verein genutzt werden. Beide Gebäude wurden aber im Zweiten Weltkrieg am 11. und 12. August 1942 bei Luftangriffen auf Mainz völlig zerstört.

### Zusammenschluss und neues Vereinsheim
1945 unmittelbar nach dem Krieg schloss sich der Mainzer Turnverein von 1817 mit dem Turnverein Jahn zusammen. In den nächsten Jahrzehnten wuchs der Verein weiter und es wurden wieder neue Abteilungen gegründet – unter anderem für Basketball (1949) und Volleyball (1974). In den 1960er Jahren wurde der Sportplatz an der Schillstraße von Grund auf renoviert. Zum 150-jährigen Bestehen im Jahr 1967 hatte der Mainzer Turnverein von 1817 nach eigenen Angaben 1366 Mitglieder.
1973 beschloss der Verein, anstelle der nach dem Krieg provisorisch errichteten Baracken auf dem Sportgelände an der Schillstraße wieder ein festes Vereinsheim mit Gaststätte zu bauen. Es wurde am 1. Juni 1974 eröffnet. Allerdings führten die Baukosten von insgesamt mehr als einer Million D-Mark dazu, dass der Verein nach eigenen Angaben stark verschuldet war. Deshalb wurde 1980 ein Großteil des Vereinsgrundstücks an der Schillstraße an die Stadt Mainz verkauft. Das verbliebene Sportgelände wurde 1991/92 von der Stadt für rund 2,7 Millionen Mark saniert.

## Der Verein heute
Der Mainzer Turnverein von 1817 hat heute nach eigenen Angaben zehn Abteilungen und rund 1.600 Mitglieder. Erklärtes Ziel ist es, Jahrzehnte nach der Zerstörung der Turnhalle in der Schießgartenstraße auf dem heutigen Sportgelände in der Schillstraße wieder eine eigene Turn- und Sporthalle zu errichten.

## Abteilungen
Der Mainzer Turnverein von 1817 hat zurzeit folgende Abteilungen:
- Badminton
- Basketball
- Fechten
- Fußball
- Handball
- Modern Sports Karate
- Kegeln
- Tennis
- Turnen Leichtathletik Gymnastik
- Volleyball

Folgende Abteilungen hatte der MTV von 1817 in der Vergangenheit:
- Feuerwehr
- Gesang
- Hockey
- Radsport
- Skisport
- Schwimmsport
- Wandern